# سيفين سيسترز (محطة مترو أنفاق لندن)
سيفين سيسترز (بالإنجليزية: Seven Sisters)‏ هي إحدى محطات مترو أنفاق لندن. تقع على خط فيكتوريا أفتتحت في المنطقة (Zone) رقم 3 أفتتحت في 22 يوليو 1872، 1 سبتمبر 1968. 